# Новотаргский повет
Новотаргский повет (пол. Powiat nowotarski) — повет (район) в Польше, входит как административная единица в Малопольское воеводство. Центр повета — город Новы-Тарг. Занимает площадь 1474,66 км². Население — 180 987 человек (на 2005 год).
Состав повята:
- города: Новы-Тарг, Щавница, Рабка-Здруй
- городские гмины: Новы-Тарг
- городско-сельские гмины: Гмина Рабка-Здруй, Гмина Щавница
- сельские гмины: Гмина Чарны-Дунаец, Гмина Чорштын, Гмина Яблонка, Гмина Кросценко-над-Дунайцем, Гмина Липница-Велька, Гмина Лапше-Нижне, Гмина Новы-Тарг, Гмина Охотница-Дольна, Гмина Раба-Выжна, Гмина Спытковице, Гмина Шафляры

## Демография
Население повета дано на 2005 год.
| Перепись            | Всего   | Всего | Женщины | Женщины | Мужчины | Мужчины |
| ------------------- | ------- | ----- | ------- | ------- | ------- | ------- |
|                     | чел.    | %     | чел.    | %       | чел.    | %       |
| Всего               | 180 987 | 100   | 92 402  | 51,1    | 88 585  | 48,9    |
| Городское население | 53 746  | 100   | 28 237  | 52,5    | 25 509  | 47,5    |
| Сельское население  | 127 241 | 100   | 64 165  | 50,4    | 63 076  | 49,6    |